# Scott Shipley
Scott Shipley (Poulsbo, 15 de mayo de 1971) es un deportista estadounidense que compitió en piragüismo en la modalidad de eslalon. Ganó tres medallas de plata en el Campeonato Mundial de Piragüismo en Eslalon entre los años 1995 y 1999.

## Palmarés internacional
| Campeonato Mundial | Campeonato Mundial       | Campeonato Mundial | Campeonato Mundial |
| Año                | Lugar                    | Medalla            | Competición        |
| ------------------ | ------------------------ | ------------------ | ------------------ |
| 1995               | Nottingham (Reino Unido) | Medalla de plata   | K1 individual      |
| 1997               | Três Coroas (Brasil)     | Medalla de plata   | K1 individual      |
| 1999               | Seo de Urgel (España)    | Medalla de plata   | K1 individual      |